# Radiodifusión en Costa Rica

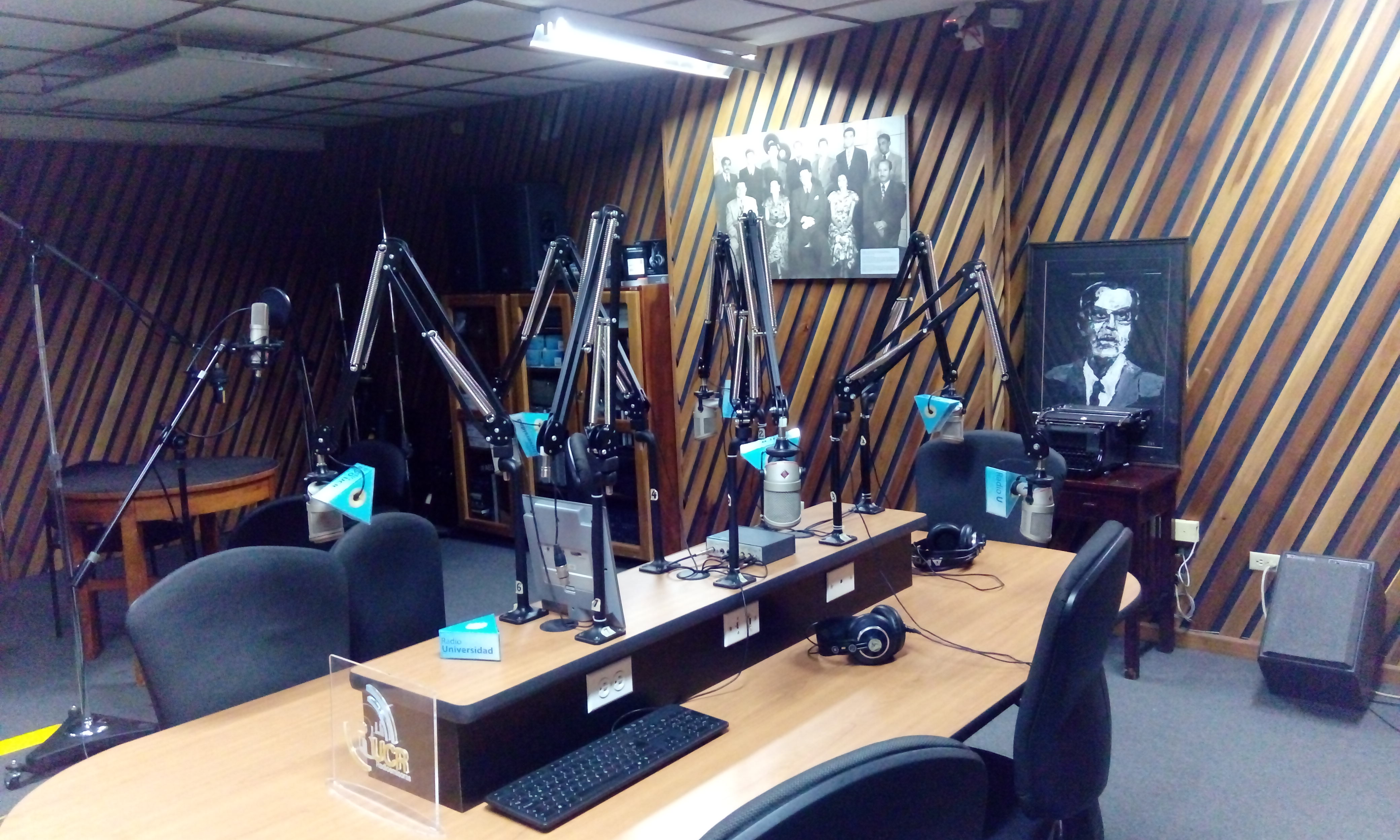
Interior del estudio 1 de Radio Universidad de Costa Rica, en San Pedro de Montes de Oca.

La radiodifusión en Costa Rica es uno de los medios de comunicación masiva del país. Costa Rica es uno de los países pioneros en América Latina en cuanto a radiodifusión. En 2012, se reportaron un total de 125 radioemisoras transmitiendo desde todo el territorio nacional, tanto en amplitud modulada como en frecuencia modulada, la mayoría de ellas agrupadas en la Cámara Nacional de Radiodifusión (CANARA). Existen desde grandes grupos radiofónicos como Central de Radios-Repretel, Cadena Radial Costarricense, Cadena de Emisoras Columbia, Grupo Radiofónico Omega y Prisa Radio-Multimedios Radio hasta pequeños radiodifusores independientes. Los programas tratan temas de la más diversa índole: deportivos, radionoticieros, musicales, juveniles, infantiles, humorísticos, políticos y otros.  

## Historia
Algunos científicos y curiosos costarricenses comenzaron a experimentar con transmisores de radio a comienzos de 1910. En ese año, el profesor José Fidel Tristán transmitió una señal de radio desde el techo del Colegio Superior de Señoritas en San José, hasta la escuela normal de Heredia, unos 10 km al noroeste en línea recta.
La primera radiodifusión en Costa Rica fue realizada en 1920 por Amando Céspedes Marín (Benemérito de la Patria, 1981), a través de la primera estación de radio de onda corta de América Latina, «La voz de Costa Rica». También realizó la primera transmisión de onda larga de la historia del país el 27 de diciembre de 1927, la cual llegó a ser captada hasta Nueva Zelanda. El 15 de enero de 1928 se realizó la primera transmisión deportiva del país desde el Estadio Nacional de Costa Rica, un encuentro de fútbol entre el Alianza Lima de Perú y el Club Sport Herediano, efectuada por Carlos Salazar, director del Diario de Costa Rica y primer narrador deportivo del país. En 1932 se realizó la primera transmisión de radioteatro, la obra «Luces de San José», de Ricardo Jiménez Alpízar, interpretada por los actores del Teatro Burlesco. En 1937, se reportó desde Alemania, Estados Unidos y Cuba la escucha del programa de radio «La voz del trópico», de Eduardo Pinto. 
El primer noticiero de radio fue el «Diario al aire», que inició transmisiones en 1947 a través de Radio Monumental, fundada en 1942 como Radio Tibás (antes llamada Alma Tica y Estación X, creadas en 1929). Para 1945 aparece Radio Casino en Puerto Limón. En 1948, salió al aire Radio Faro del Caribe, convirtiéndose en la segunda radio religiosa protestante del mundo. En 1950 nace Radio Universidad, de la Universidad de Costa Rica, que posteriormente lanzará al aire dos radioemisoras más (Radio U en 1996 y 870 UCR en 2010). En 1947 se fundó Radio Columbia, que fue la primera emisora de América Central y el Caribe que transmitió un mundial, México 1970. En 1952, salió al aire Radio Fides, primera emisora católica del país. En 1958, el periodista Rolando Angulo Zeledón creó Radioperiódicos Reloj, que se mantuvo como el noticiero número uno del país por varias décadas, transmitiéndose por Radios Reloj, Columbia y Nacional hasta su quiebra en el 2006. 
En 1978 aparece Costa Rica Radio (antes Radio Nacional), del estatal Sistema Nacional de Radio y Televisión (SINART). A partir de 2007, con la fusión de Radio Reloj y Radio Monumental, se inició la era de los grandes grupos radiodifusores del país: Central de Radios-Repretel, Cadena de Emisoras Columbia, Cadena Radial Costarricense (antes Grupo Radiofónico TBC), Grupo Radiofónico Omega y Prisa Radio-Multimedios Radio. En 2007 nació Radio Malpaís, la primera radiodifusora transmitida por internet. La segunda radio emisora transmitida por internet de forma oficial con hosting y streaming premium fue CoolMusic (2009, actualmente Antena Joven), enfocada al público adolescente. Actualmente, una gran número de radioemisoras cuentan con su propia versión difundida a través de la web.

## Eventos históricos asociados a la radio
La radio ha sido protagonista de algunos eventos históricos del país. En 1936 se utilizó por primera vez a la radio para la transmisión de propaganda política, en ocasión de las elecciones de ese año donde resultó ganador León Cortés Castro. En 1942, José Figueres Ferrer realizó un discurso transmitido por radio, cuyo contenido, contrario al gobierno, motivó la interrupción de la policía y el posterior exilio del político, iniciándose de esta manera el proceso que llevaría a convertirlo en caudillo de la Guerra Civil de 1948. En 1968 se fundó la Escuela de Comunicación de la Universidad de Costa Rica, de donde se graduarán la mayoría de los periodistas del país. 
En 2001, el periodista Parmenio Medina, director del por muchos años popular programa cómico y deportivo «La Patada», fue asesinado consecuencia de sus denuncias en torno a irregularidades con la emisora Radio María, considerándose este crimen el primero relacionado con periodismo radiofónico en la historia de Costa Rica.

## Situación actual
Actualmente en Costa Rica existen 5 grupos radiofónicos grandes: Central de Radios-Repretel, Cadena de Emisoras Columbia, Cadena Radial Costarricense, Grupo Radiofónico Omega y Prisa Radio-Multimedios Radio. También existen otros radiodifusores como las Radioemisoras de la UCR, las Pequeñas Emisoras Culturales del ICER, la Red de Radios Católicas y otras radioemisoras religiosas, culturales y comerciales más a nivel nacional.
Para el año 2012, de un total de 125 emisoras, un 21.1% de las radios de Costa Rica eran culturales, un 16.9% de contenido religioso, un 32.4% musicales y un 29.6% de contenido comercial con programación variada. De ellas, el 70% trasmiten en FM y un 30% en AM. Por su distribución geográfica, un 55% se encontraban en el Gran Área Metropolitana, y el 45% restante trasmitían desde fuera de ella.